# Villoruebo
Villoruebo è un comune spagnolo di 74 abitanti situato nella comunità autonoma di Castiglia e León.
Il comune comprende, oltre al capoluogo, le località di Mazueco de Lara e Quintanilla Cabrera.